# Антоніо Віваріні
Антоніо Віваріні (італ. Antonio Vivarini; бл. 1415/1420, Мурано — бл. 1476/1484, Венеція) — італійський живописець, майстер венеційської школи.

## Біографія

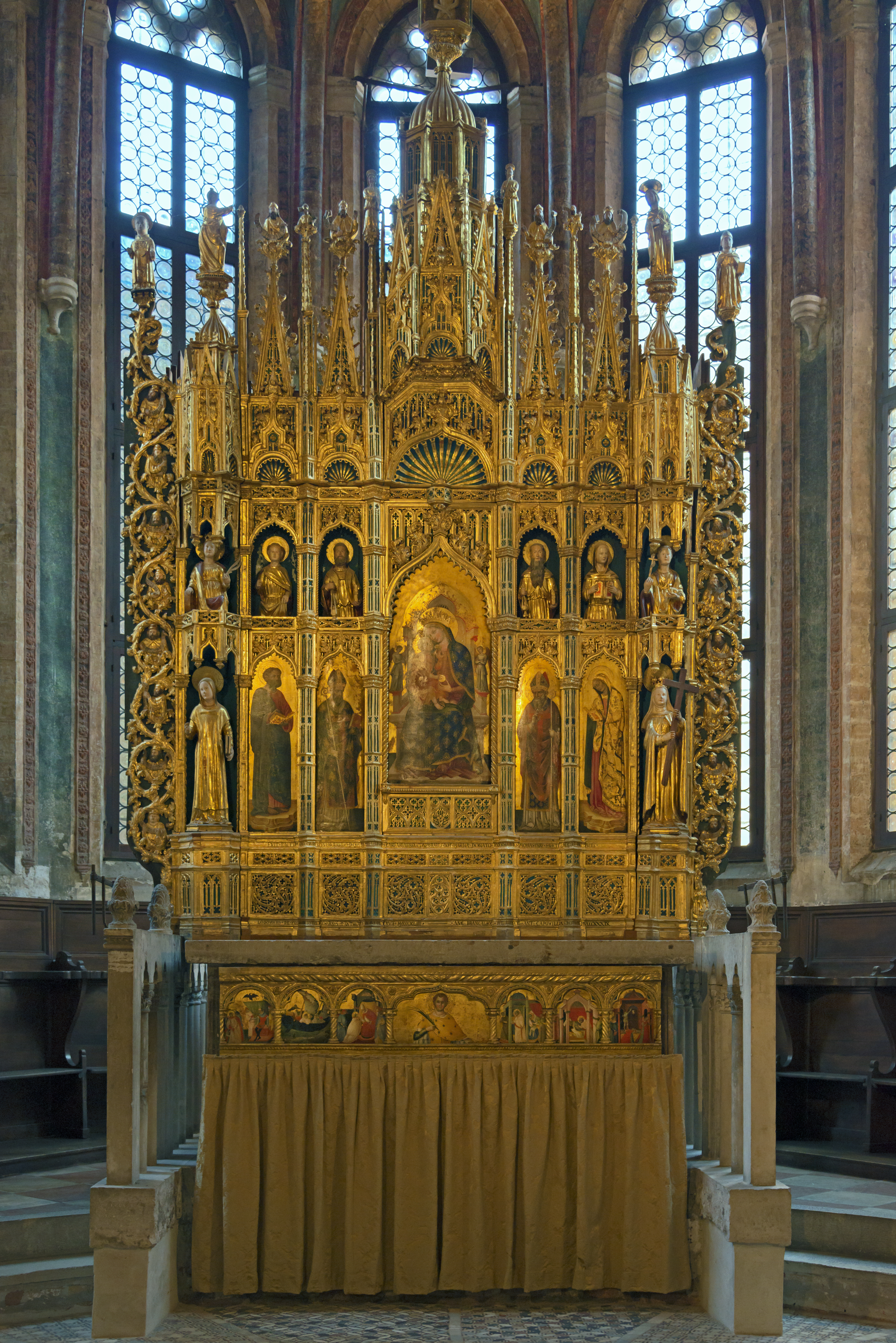
Поліптих Св. Сабіни (1443, Венеція, церква Сан-Дзаккарія; у співавторстві з Дж. д'Алеманья)

Антоніо Віваріні був сином склодува з острову Мурано поблизу Венеції. Працював у Мурано, Венеції, Падуї, також виконував замовлення для церков Болоньї, Брешії, Пезаро та інших міст Північної Італії. Очолював велику майстерню, в якій працювали його брат Бартоломео Віваріні (1432—1499) і зять Джованні д'Алеманья (пом. в 1450), навчався його син Альвізе Віваріні (1445—1503).
Антоніо Віваріні займає особливе місце у венеційському мистецтві 1440—1470-х. Його творче формування було значною мірою пов'язане з традиціями венеційської пізньої готики і Джентіле да Фабріано. Основну частину його творчої спадщини складають великі багатостулкові вівтарі, укладені в різьблені готичні обрамлення, які сяють золотом фону, насиченністю і чистотою, що нагадують дорогоцінні емалі блакитних, смарагдово-зелених, золотисто-жовтих, червоних, рожевих тонів; як і майстри пізньої готики, Віваріні любив писати візерунки парчі, дорогоцінне каміння; в барвистих акордах, мелодій ліній, ювелірної ретельності, з якою прописані форми, відчувається особлива вишуканість.
У той же час він сприйняв у пізній готиці її найбільш світські, близкі характеру венеційській культурі XV ст. риси, що надають його вівтарям чисто венеційської величі, видовищності, святковості, декоративного богатство. Замість вишуканої готичної стилістики він надає перевагу спокійному і ясному малюнку ліній, гармонійну вивіреність ритму, энергійне, майже скульптурному моделюванню форм, нерідко надає своїм персонажам виглад прекрасних принцесс або нарядних франтів у сучасному одязі. Сприйнявши деякі риси венеційської ренесансної школи живопису, що формувалися у роки його життя, Віваріні у свою чергу знайшов у Венеції XV ст. своїх продовжувачів, найпомітнішим з яких був Карло Крівеллі.

## Основні твори
- Поліптих св. Сабіни, 1443, церква Сан-Дзаккарія, Венеція; у співавторстві з Дж. д'Алеманья.
- «Коронування Богоматері», 1444, церква св. Пантелеймона, Венеція; у співавторстві з Дж. д'Алеманья.
- «Мадонна на троні», 1446, галерея Академії, Венеція; у співавторстві з Дж. д'Алеманья.
- Вівтар св. Урсули, 1450, церква Сант-Анджело, Брешія.
- Вівтар із Чертози, 1450, Пінакотека, Болонья; спільно з Б. Віваріні.
- Вівтар із Пезаро, 1464, Пінакотека, Ватикан.

У 1448—1451 роках Віваріні за допомогою Джованні д'Алеманьї, а після смерті останнього спільно з Бартоломео Віваріні росписав частину склепінь і стін капели Оветарі церкви Еремітані у Падуї (фрески загинули через бомбардування у 1944 році під час Другої світової війни).